# L'isola delle coppie
L'isola delle coppie (Couples Retreat) è un film del 2009 diretto da Peter Billingsley e scritto da Jon Favreau, Vince Vaughn e Dana Fox. Gli stessi Favreau e Vaughn recitano insieme a Jason Bateman, Kristin Davis, Malin Åkerman, Kristen Bell e Jean Reno.

## Trama
Jason e Cynthia sono in procinto di divorziare perché non riescono ad avere figli. I due convincono altre tre coppie di amici a trascorrere una settimana in una paradisiaca isola chiamata Eden, specializzata nelle crisi coniugali. Apparentemente gli amici sono coppie solide, ma non è così: Dave e Ronnie sono sempre presi dagli impegni familiari e lavorativi per godersi il loro matrimonio; Joey e Lucy si sono sposati giovanissimi a causa della gravidanza di lei, e ora si detestano e pensano solo a tradirsi; Shane infine, lasciato dalla prima moglie, cerca di rifarsi con la frivola ventenne Trudy.
Gli amici credevano che la terapia e la formazione di coppia fossero solo opzionali, ma arrivati sull'isola scoprono che per usufruire della vacanza saranno invece costretti a sottoporvisi. Le tre coppie accettano, e attraverso le sedute di terapia, yoga e altre attività programmate da Marcel, la "mente" dietro ad Eden, si rendono consapevoli dei propri problemi.
Quando l'insoddisfatta Trudy fugge nel lato dell'isola dedicato ai single, Shane inizia a cercarla, aiutato da tutti gli altri. Durante il viaggio Jason e Cynthia litigano, e lei si allontana con le ragazze, addentrandosi nell'isola. Nel frattempo gli uomini si dividono, e parlando iniziano ad avere le idee più chiare. Dave ritrova Ronnie, ed insieme capiscono che nella loro vita devono tornare anche a divertirsi; Joey si intrattiene con delle ragazze, ma quando vede Lucy in compagnia del maestro di yoga si ingelosisce, e litigando i due si riscoprono innamorati; Jason e Cynthia fanno pace, ricucendo il loro rapporto; Shane capisce di non volere una relazione con una ragazza così giovane come Trudy, in quanto non può stare al suo passo e casualmente rincontra l'ex moglie, recatasi anch'essa in vacanza sull'isola allo scopo di riconquistare suo marito e convinta di trovarlo a scatenarsi tra i singles.
Il giorno dopo Marcel, soddisfatto dei progressi, invita infine le rinate coppie a godersi il resto della vacanza.

## Distribuzione
Il film è stato distribuito nelle sale cinematografiche statunitensi il 9 ottobre 2009; in quelle italiane è uscito il successivo 4 dicembre.

## Accoglienza

### Incassi
Il film fu un grande successo al botteghino. Nonostante un budget di 60 milioni di dollari, la pellicola ne incassò ben $34,286,740 solamente nel suo weekend d'apertura, divenendo il più grande incasso cinematografico di Vince Vaughn sin dal film del 2006 intitolato Ti odio, ti lascio, ti.... Sul territorio nazionale il film guadagnò in totale 109.2 milioni di dollari, mentre all'estero guadagnò intorno ai 58.8 milioni di dollari, per un totale di ben 171 milioni di dollari a livello internazionale.